# 烟斗柯
烟斗柯（学名：Lithocarpus corneus）是壳斗科柯属的植物。分布于越南、台湾以及中国大陆的福建、贵州、湖南、广东、广西、云南等地，生长于海拔400米至1,000米的地区，多生在山地常绿阔叶林中、阳坡或较干燥地方，目前尚未由人工引种栽培。

## 别名
石锥、烟斗子（广东） 黄楮、黄楮（广西）
在粤东紫金县龙窝镇黄竹塘村有烟斗柯，当地叫“饭头督”

## 异名
- Lithocarpus corneus (Lour.) Rehd. var. angustifolius Huang et Y. T. Chang
- Lithocarpus corneus (Lour.) Rehd. var. zonatus Huang et Y. T. Chang